# Muhammad Ibrahim
Muhammad Ibrahim hay Jahangir II (9 tháng 8 năm 1703 - 31 tháng 1 năm 1746) là người tuyên bố lên ngôi của nhà Mogul .

## Đầu đời
Muhammad Ibrahim là cháu trai của Hoàng đế Bahadur Shah I. Mẹ của ông là Nur-un-nissa Begum, con gái của Shaikh Baqi. Ông là anh trai của Hoàng đế Rafi ud Darajat và Shah Jahan II. Ngày 2 tháng 12 năm 1707, ông được phong 7000 và 2000 con ngựa.